# Ukrajinska grivna
Ukrajinska grivna (znak ₴, koda UAH, ukrajinsko гривня) je uradna valuta Ukrajine. V obtok je bila je bila poslana 2. septembra 1996. Grivno izdaja Narodna banka Ukrajine in se deli na 100 kopijk. Poimenovana je po denarni in utežni enoti, ki se je uporabljala v Kijevski Rusiji.

## Simbol
Simbol za grivno je mala pisana cirilska črka г, ki ima dodani dve vodoravni črti (₴), ki simbolizirata stabilnost (podobno kot v nekaterih drugih valutah: evro (€), jen in juan (¥), indijska rupija (₹). Simbol je bil dodan v Unicode 4.1 leta 2005 pod oznako U+20B4.

## Zgodovina
V Kijevski Rusiji je bila v uporabi denarna in merska enota grivna, katere ime izvira iz nakita nošenega okoli vratu. 
Po porazu revoluciji v Ruskegem imperiju in porazu v prvi svetovni vojni je samostojnost razglasila Ukrajinska ljudska republika, ki je sprva leta 1917 uvedla valuto z imenom grivna, ime katere je prevzela od Kijevske Rusije. Dizajn valute je izdelal Georgij Narbut. Grivno je 1919 izpodrinila valuta karbovanec. Ukrajinsko ljudsko republiko je kasneje absorbirala Sovjetska zveza, valuta pa je tako postal sovjetski rubelj. 
Med nemško okupacijo med drugo svetovno vojno je karbovanec zopet bil valuta na nekaterih okupiranih ozemljih. Po vojni je v Ukrajinski SSR sovjetski rubelj zopet postal uradna valuta. Po razpadu sovjetske zveze in razglasitvi samostojne Ukrajine je 1992 v uporabo prišla tretja verzija karbovanca, ki pa je v začetku 90-ih doživel hiperinflacijo. 2. septembra 1996 je v uporabo prišla nova valuta - grivna, ki je zamenjala karbovanec v razmerju 1 UAH = 100.000 karbovancev. Sama uvedba grivne je bila izvedena prikrito. Uvedel jo je predsedniški dekret 26. avgusta 1996. Med 2. in 16. septembrom je v prehodnem obodbju bila dovoljena uporaba obeh valut, le vračanje drobiža ob nakupih je bilo dovoljeno le v grivnah. Vsi bančni računi so bili avtomatsko pretvorjeni v grivne. V prehodnem obdobju je bilo 97 % karbovancev vzetih iz obtoka, od tega 56 % v prvih petih dneh. Po 16. septembru 1996 so se karbovanci lahko izmenjali le na bankah.
Med uvedbo grivne je bil predsednik Narodne banke Viktor Juščenko (kasneje tudi predsednik Ukrajine), vendar so bankovci nove valute imeli podpise njegovega predhodnika, Vadima Hetmana. Prvi bankovci so bili natisnjeni 1992, vendar se je prehod v obtok odložil do ukrotitve hiperinflacije.
18. marca 2014 po ruski aneksiji Krima je ruska republika Krim razglasila, da bo v sledečem mesecu ukinila grivno kot valuto v okupirani regiji in jo 21. marca zamenjala z ruskim rubljem. Uporaba griven kot gotovine je bila dovoljena do 1. junija. V delih Donbasa, ki so bili pod nadzorom ruskih marionetnih republik DLR in LLR, je zaradi pomankanja fizičnih rubljev grivna ostala glavna valuta do 2022, v uporabi pa so bili tudi ameriški dolarji in evri.

## Kovanci
Obstajajo kovanci za 1, 2, 5, 19, 25 in 50 kopijk ter za 1, 2, 5 in 10 UAH.
Prvi kovanci so bili narejeni že leta 1992 ampak so v obtok prišli šele 1996. Sprva so bili kovanci samo za kopijke, marca 1997 pa so bili narejeni prvi kovanci za 1 grivno. Oktobra 2012 je Narodna banka razglasila, da namerava uvesti kovanec za 2 UAH.
Oktobra 2012 je Narodna banka izjavila, da preučuje možnost umika kovancev za 1, 2 in 5 kopijk, ker so postali predragi za izdelavo. Po 2013 se ni več kovalo 1 in 2 kopijk, so pa še ostali v obtoku. Kasneje se je podobno zgodilo še s kovancem za 5 kopijk. Od 1. oktobra 2019 so kovanci za 5 kopijk in manjši dokončno umaknjeni iz obtoka, vendar se jih še vedno lahko izmenja na bankah.
Po uradnih podatkih je bilo 1. julija 2016 v obtoku 12,4 milijarde kovancev s skupno vrednostjo 1,4 milijarde UAH.

## Bankovci
Obstajajo bankovci za 1, 2, 5, 10, 20, 50, 100, 200 in 500 UAH. Najpogostejši so bankovci za 100, 200 in 500 UAH.
Podobno kot pri kovancih, je prva serija bankovcev dana v obtok leta 1996 bila natisnjena že leta 1992. Sprva so bili v obtoku le bankovci za 1, 2, 5, 10 in 20 griven. Prvi bankovci so bili natisnjeni v Kanadi in do 1996 tam tudi hranjeni. Dizajn bankovcev je bil delo umetnikov Vasila Lopate in Borisa Maksimova. V prvi seriji so obstajali tudi bankovci za 50 in 100 griven ampak niso bili dani v obtok.
Leta 1996 je stekel tudi tisk druge serije, ki je vključevala bankovce za 1, 50 in 100 griven. Bankovec za 1 grivno je bil datiran v leto 1994. Vsi bankovci natisnjeni po letu 1994 so bili natisnjeni v Ukrajini. Kasneje so bili dodani še večji bankovci; leta 2001 200 UAH, v tretji seriji leta 2006 500 UAH in v četrti seriji leta 2019 1000 UAH.
Leta 2016 je bila spremenjena sestava papirja bankovcev iz bombaža v lan.
Bankovec za 1000 UAH, ki je bil dan v obtok leta 2019 je bil del poenostavitev izdanih kovancev in bankovcev - hkrati so iz obtoka začeli umikati bankovce za 1, 2, 5 in 10 UAH, ki so pa sicer še vedno dovoljeni za uporabo. 2019 je bil tudi spremenjen dizajn bankovca za 50 UAH, 2020 pa še za 200 UAH.